# WB Electronics FlyEye
FlyEye – bezzałogowy statek powietrzny opracowany przez polskie przedsiębiorstwo Flytronic należące do Grupy WB, przeznaczony do bliskiego rozpoznania.

## Historia
FlyEye jest mini BSL polskiej konstrukcji i produkcji, opracowanym przez inżynierów należącej do WB Electronics gliwickiej spółki Flytronic. Po raz pierwszy publicznie bezzałogowy statek powietrzny został zaprezentowany 14 czerwca 2010 roku na Eurosatory w Paryżu.
WB Electronics 10 grudnia 2010 roku zaprezentował nieco zmodernizowaną względem pierwotnego projektu wersję FlyEye (zmieniono między innymi kształt usterzenia zastępując klasyczny układ stateczników układem w kształcie litery T, modyfikacji uległ kształt skrzydeł – zwiększono ich powierzchnie i cięciwę).
W październiku 2010 roku Jednostka Wojskowa Nil ogłosiła przetarg na dostawę dwóch zestawów bezzałogowych statków powietrznych. Przetarg wygrał produkt WB Electronics. Dwa zestawy, w każdym po cztery aparaty zamówione zostały 29 października 2010 roku. FlyEye był kolejnym po Aeronautics Orbiter, Aeronautics Aerostar i Boeingiem ScanEagle bezzałogowym statkiem powietrznym na wyposażeniu Wojska Polskiego. W odróżnieniu od wszystkich pozostałych jest to projekt i produkt polski. 18 listopada 2010 roku podpisano umowę na zakup kolejnych dwóch zestawów, przeznaczonych dla wozów bojowych KTO Rosomak, w wersji Wielosensorowego Systemu Rozpoznania i Dozorowania.
13 lutego 2013 roku, po negocjacjach prowadzonych w ramach pilnej potrzeby operacyjnej, podpisano umowę na dostawę kolejnych 12 zestawów dronów FlyEye do Wojska Polskiego. Dziewięć z nich trafiło do Wojsk Specjalnych – Jednostki Wsparcia Dowodzenia i Zabezpieczenia Wojsk Specjalnych, a trzy do Wojsk Lądowych – Dywizjonu Rozpoznania Powietrznego 1 Brygady Lotnictwa Wojsk Lądowych oraz do jednostek Wojsk Rakietowych i Artylerii. Nowe aparaty miały zostać dostarczone do 15 listopada 2013 roku. Rok później, 30 czerwca 2014 roku podpisano umowę na zakup jeszcze jednego zestawu o czym Inspektorat Uzbrojenia poinformował 4 lipca tego samego roku. Wszystkie aparaty dostarczono w latach 2013–2014.
23 grudnia 2014 roku rozstrzygnięto przetarg na bezzałogowe statki powietrzne klasy mini dla Straży Granicznej. Jego zwycięzcą został WB Electronics FlyEye. 13 lutego 2015 roku Straż podała do publicznej wiadomości informacje o zamówieniu aparatów dla Nadbużańskiego Oddziału Straży Granicznej w Chełmie.
Początkowo FlyEye wykorzystywał oprogramowanie oparte na systemie Windows, w późniejszej wersji zastąpione własnym systemem operacyjnym opartym na systemie Linux. Na przełomie pierwszej i drugiej dekady XXI wieku wdrożono do produkcji ulepszoną wersję FlyEye 3.0, która dysponuje nowymi kamerami, większym zasięgiem operacyjnym (do 80 km) i szerszą możliwością zautomatyzowanej współpracy z artyleryjskim systemem zarządzania pola walki ZZKO Topaz.
19 października 2018 roku Inspektorat Uzbrojenia Ministerstwa Obrony Narodowej podał do publicznej wiadomości fakt prowadzenia negocjacji z WB Electronics w sprawie pozyskania tuzina zestawów FlyEye dla Wojsk Obrony Terytorialnej (WOT). 3 grudnia 2018 roku Inspektorat Uzbrojenia Ministerstwa podpisał umowę na dostawę trzech zestawów bezzałogowych aparatów FlyEye, w ich skład wchodzi łącznie 12 samolotów. Umowa przewiduje możliwość zakupu kolejnych dziewięciu zestawów. Zamówione zestawy trafiły do odbiorcy 19 grudnia 2018 roku. W odróżnieniu od wcześniej przyjętych aparatów, FlyEye który znalazł się na wyposażeniu WOT jest już trzecią generacją samolotów. Wyposażone są one w nową głowicę optoelektroniczną, zmodernizowaną stację nadawczo-odbiorczą, nowy akumulatorowy system zasilający, zmodernizowaną stację kontroli i kierowania oraz zmodyfikowaną skrzynię transportową i plecaki. 18 lipca 2019 roku podpisano aneks do umowy z 3 grudnia 2018 roku. Aneks przewiduje dostawę kolejnych dziewięciu zmodernizowanych zestawów FlyEye. W skład zestawu wchodzą cztery aparaty latające. Dostawa dla WOT miały zostać zrealizowana jeszcze do końca 2019 roku.
15 lutego 2022 roku zamówiono kolejne 11 zestawów dla Sił Zbrojnych RP. Do dnia podpisania umowy, FlyEye był najliczniej wykorzystywanym w Siłach Zbrojnych bezzałogowym aparatem. Dostarczono 31 zestawów, w skład których wchodzi 124 samolotów. Do 2022 roku zamówiono 54 zestawy po cztery aparaty. W grudniu 2022 roku podpisano umowę z producentem na modernizację pięciu  starszych zestawów do standardu 3.0.
Wojska Obrony Terytorialnej poinformowały, iż w 2021 roku, należące do tej formacji aparaty FlyEye spędziły w powietrzu 2000 godzin. Dwa razy więcej niż w 2020 roku. 70% wylatanych godzin odbyło się w trakcie misji prowadzonych w nocy. Jedna trzecia wykonanego w 2021 roku nalotu związana była z prowadzoną na pograniczu polsko-białoruskim operacją "Silne Wsparcie" będącej elementem reakcji władz Polski na kryzys migracyjny na granicy z Białorusią.
Według informacji producenta, w połowie marca 2024 roku, wyprodukowano tysięczny egzemplarz aparatu.

## Służba
W październiku 2010 roku aparat FlyEye został wykorzystany do poszukiwań zaginionego dziecka w rejonie Augustowa.
Bezzałogowce użytkowane były operacyjnie w ramach misji w Afganistanie przez żołnierzy JW NiL.
Użytkowane przez Ukrainę od marca 2015 i używane bojowo w walkach z separatystami na wschodzie kraju.
7 czerwca 2022 roku, Federalna Służba Wojsk Gwardii Narodowej Rosji udostępniła film, na którym pokazano zestrzelony FlyEye należący do ukraińskich sił zbrojnych. Zdjęcie jest pierwszym, udokumentowanym fotograficznie przypadkiem zestrzelenia tego typu bezzałogowego aparatu. Polski producent poinformował, że w toku trwających działań zbrojnych w trakcie Rosyjskiej inwazji na Ukrainę, ukraińskie FlyEye wykonują około 250 lotów dziennie. FlyEye jest niewielkim aparatem, trudnym do zauważenia, o niskim poziomie odbicia radarowego. Cechy te czynią samolot bardzo trudnym do zestrzelenia. FlyEye jest z powodzeniem wykorzystywany przez stronę ukraińską do korygowania ognia artylerii, na masową skalę wykorzystywaną w wojnie ukraińsko-rosyjskiej.

## Konstrukcja

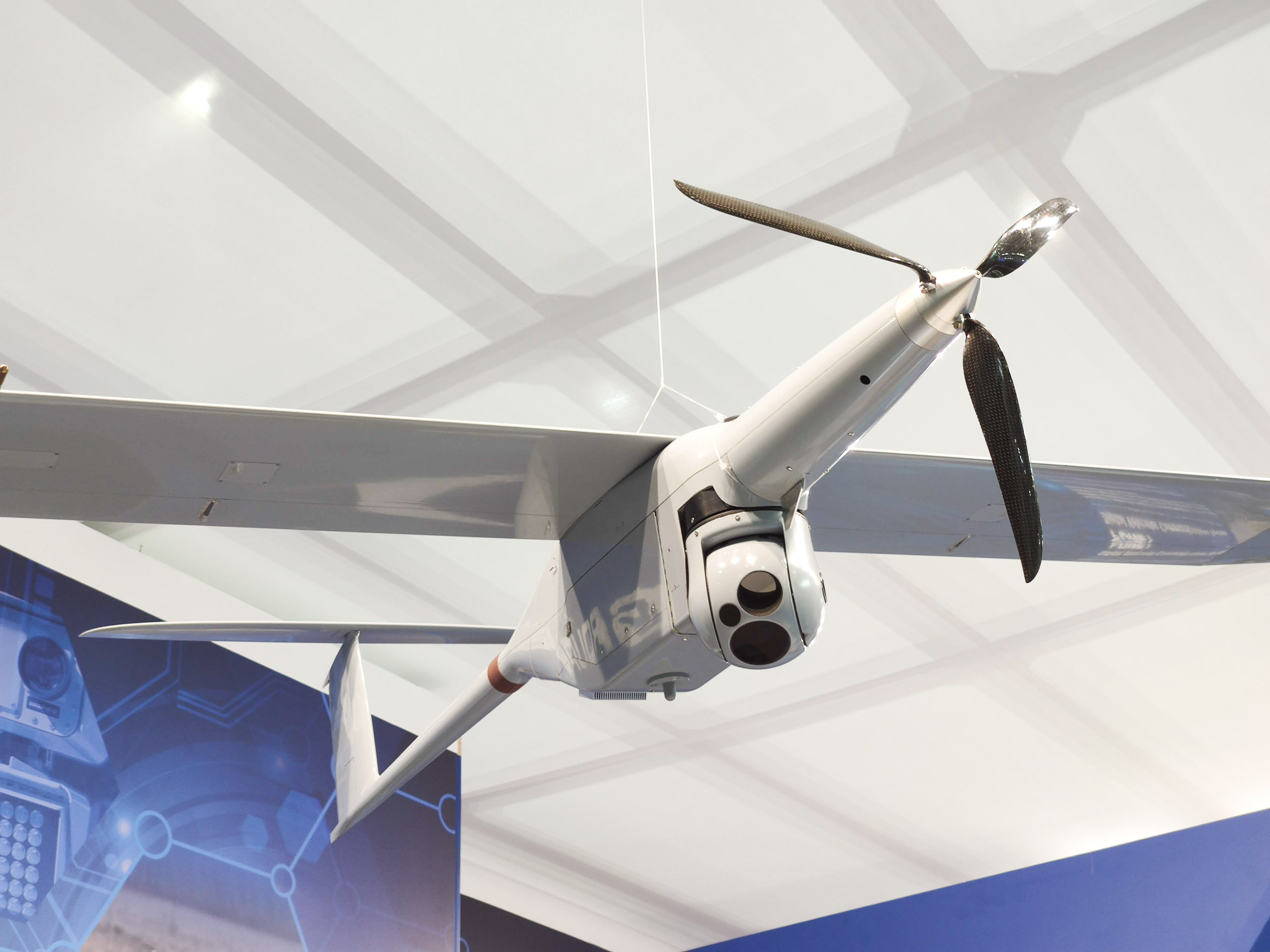
Zbliżenie głowicy obserwacyjnej

FlyEye jest kompozytowym, wolnonośnym górnopłatem. Bezzałogowiec startuje z ręki, nie wymaga żadnych dodatkowych urządzeń wspomagających start. Dzięki stromotorowemu startowi konstrukcja może być wyrzucana w powietrze z bardzo małych, ograniczonych powierzchni, terenów zurbanizowanych, leśnych polan. Gotowość startowa może być osiągnięta w czasie krótszym niż 10 minut. Z przodu samolotu znajduje się składane śmigło, dlatego głowica oraz ładunek użyteczny umieszczone są pod kadłubem w rejonie środka ciężkości. Lot aparatu może w całości być kontrolowany ręcznie ze stanowiska kontroli (na odległość do 50 km) lub być w pełni autonomiczny, wykonywany według wcześniej zaprogramowanej trasy z możliwością jej ręcznego korygowania w trakcie lotu. Lot jest niezwykle cichy z uwagi na fakt, że przez większą część trwania lotu bezzałogowiec szybuje. Z drugiej strony cichą pracą charakteryzuje się użyty do napędu aparatu silnik elektryczny, zasilany z akumulatorów litowo-polimerowych. Tuż przed lądowaniem podkadłubowa sekcja z głowicą obserwacyjną odrzucana jest kilkanaście metrów nad ziemią i bezpiecznie opada ze spadochronem. Reszta bezzałogowca ląduje samodzielnie ślizgiem w zadanym miejscu.